# Zavetrni val
Zavetrni valovi so valovanje v atmosferi, ki nastane, ko veter z veliko hitrostjo piha preko gorskih grebenov ali oblačnih cest. Na zavetrni strani grebena se zračna masa spušča in se odbije od stabilne zračne plasti, zato nastanejo valovi.
Za nastanek zavetrnih valov je potrebno več pogojev:
- hitrost vetra nad grebenom mora biti vsaj 40 – 50 km/h
- greben mora biti čim daljši in imeti zelo idealno obliko
- hitrost vetra mora z višino rahlo naraščati
- atmosfera mora biti zelo stabilna
- teren na zavetrni strani mora biti raven in čim bolj gladek

Amplituda zavetrnih valov po navadi doseže nekaj tisoč metrov višine. Najmočnejše dviganje zraka je prisotno v valovih, ki so bližje grebenu, z oddaljenostjo pa vertikalne hitrosti padajo. Na vertikalne hitrosti imajo velik vpliv tudi ovire oz. grebeni, ki sledijo glavnemu grebenu. V ustreznih pogojih (tj. čim boljše ujemanje razdalje med ovirami in valovno dolžino valov) lahko ovire valove tudi okrepijo.
Prisotnosti valov ni možno enostavno določiti, saj ni nujno, da se ob nastanku valov tudi v prizemnih plasteh pojavlja močan veter. Zato se uporabljajo vremenski modeli, ki napovedujejo verjetnost nastanka zavetrnih valov, same valove pa indicirajo tudi lečasti oblaki, ki nastanejo na vrhu valov - lentikularisi.
V nižjih plasteh atmosfere, posebno pa takoj na zavetrni strani grebena, ob prisotnosti valov nastanejo horizontalni zračni vrtinci, imenovani rotorji. Slednji so še posebej nevarni letalom, saj so izredno turbulentni, nepredvidljivi, vertikalne hitrosti zraka v njih pa so velike (zaradi rotorjev je že prišlo do poškodb letal).
Zavetrni valovi predstavljajo način, ki pilotom jadralnih letal omogočajo hiter vzpon do velikih višin.